# The Mrs. Carter Show World Tour
The Mrs. Carter Show World Tour는 미국의 싱어송라이터 비욘세의 다섯 번째 월드 콘서트 투어이다. 이 투어는 네 번째, 다섯 번째 정규 앨범인 4, Beyoncé를 서포트하기 위해 계획된 콘서트로서, 유럽, 북미, 남미 그리고 오스트레일리아, 뉴질랜드를 방문했다.
투어는 2013년 4월 15일 세르비아의 베오그라드부터 시작으로 2014년 3월 27일 포르투갈의 리스본까지 총 132번 열렸다. 2013년엔 1억 8,860만 달러의 티켓 수익을 벌어들었고, 2014년엔 4,110만 달러를 벌어들었다. 투어는 2013년 여성 솔로 아티스트 투어 중 가장 높은 수익을 기록했다. 그리고 이 투어는 2010년대의 모든 아티스트 투어 중 12번째로 높은 수익을 기록했다. 그렇게 해서 총 2억 2,970만 달러의 수익을 벌었다.

## 세트리스트
다음 세트리스트는 산호세에서 열렸던 공연을 기준으로 작성 한 것으로, 2013년 모든 공연이 아래의 세트리스트와 일치하지는 않는다.
1. "Run the World (Girls)"
2. "End of Time"
3. "Flaws and All"
4. "If I Were a Boy" / "Bitter Sweet Symphony"
5. "Get Me Bodied" / "Baby Boy"
6. "Diva"
7. "Naughty Girl"
8. "Party"
9. "Freakum Dress"
10. "Standing on the Sun"
11. "I Care"
12. "I Miss You"
13. "Schoolin' Life"
14. "Why Don't You Love Me"
15. "1+1"
16. "Irreplaceable"
17. "Love on Top"
18. "Survivor"
19. "Crazy in Love"
20. "Single Ladies (Put a Ring on It)" / "Movin' on Up"
21. "Grown Woman"

Encore
1. "I Will Always Love You" / "Halo"

다음 세트리스트는 런던에서 첫번째로 열렸던 공연을 기준으로 작성 한 것으로, 2014년 모든 공연이 아래의 세트리스트와 일치하지는 않는다.
1. "Run the World (Girls)"
2. "Bow Down" / "Flawless"
3. "Yoncé"
4. "Get Me Bodied"
5. "Baby Boy"
6. "Diva"
7. "Naughty Girl"
8. "Blow"
9. "Partition"
10. "Haunted"
11. "Drunk in Love"
12. "1+1"
13. "Why Don't You Love Me"
14. "Irreplaceable"
15. "Love on Top"
16. "Crazy in Love"
17. "Single Ladies (Put a Ring on It)"
18. "I Will Always Love You"
19. "Heaven"
20. "XO"
21. "Halo"

## 투어 일정
| 날짜                                 | 도시                          | 나라           | 장소                           | 개막 공연      | 판매된 좌석/총 좌석                                | 공연 수익                                          |
| 유럽                                 | 유럽                          | 유럽           | 유럽                           | 유럽           | 유럽                                               | 유럽                                               |
| ------------------------------------ | ----------------------------- | -------------- | ------------------------------ | -------------- | -------------------------------------------------- | -------------------------------------------------- |
| April 15, 2013                       | 베오그라드                    | 세르비아       | 베오그라드 아레나              | 빈칸           | 16,719 / 16,719                                    | $834,621                                           |
| April 17, 2013                       | 자그레브                      | 크로아티아     | Arena Zagreb                   | Franka Batelić | 16,920 / 16,920                                    | $932,089                                           |
| April 19, 2013                       | 브라티슬라바                  | 슬로바키아     | 온드레이 네펠라 아레나         | 빈칸           | 8,770 / 8,770                                      | $1,163,637                                         |
| April 21, 2013                       | 암스테르담                    | 네덜란드       | Ziggo Dome                     | 에바 시몬스    | 30,897 / 31,600                                    | $2,559,806                                         |
| April 22, 2013                       | 암스테르담                    | 네덜란드       | Ziggo Dome                     | 에바 시몬스    | 30,897 / 31,600                                    | $2,559,806                                         |
| April 24, 2013                       | 파리                          | 프랑스         | 아코르호텔 아레나              | 루크 제임스    | 30,764 / 30,866                                    | $2,338,754                                         |
| April 25, 2013                       | 파리                          | 프랑스         | 아코르호텔 아레나              | 루크 제임스    | 30,764 / 30,866                                    | $2,338,754                                         |
| April 26, 2013                       | 버밍엄                        | 잉글랜드       | LG Arena                       | 루크 제임스    | 29,046 / 29,450                                    | $2,952,937                                         |
| April 27, 2013                       | 버밍엄                        | 잉글랜드       | LG Arena                       | 루크 제임스    | 29,046 / 29,450                                    | $2,952,937                                         |
| April 29, 2013                       | 런던                          | 잉글랜드       | O2 아레나                      | 루크 제임스    | 97,082 / 98,212                                    | $9,733,780                                         |
| April 30, 2013                       | 런던                          | 잉글랜드       | O2 아레나                      | 루크 제임스    | 97,082 / 98,212                                    | $9,733,780                                         |
| May 1, 2013                          | 런던                          | 잉글랜드       | O2 아레나                      | 루크 제임스    | 97,082 / 98,212                                    | $9,733,780                                         |
| May 3, 2013                          | 런던                          | 잉글랜드       | O2 아레나                      | 루크 제임스    | 97,082 / 98,212                                    | $9,733,780                                         |
| May 4, 2013                          | 런던                          | 잉글랜드       | O2 아레나                      | 루크 제임스    | 97,082 / 98,212                                    | $9,733,780                                         |
| May 5, 2013                          | 런던                          | 잉글랜드       | O2 아레나                      | 루크 제임스    | 97,082 / 98,212                                    | $9,733,780                                         |
| May 7, 2013                          | 맨체스터                      | 잉글랜드       | 맨체스터 아레나                | 루크 제임스    | 44,739 / 45,064                                    | $4,650,150                                         |
| May 8, 2013                          | 맨체스터                      | 잉글랜드       | 맨체스터 아레나                | 루크 제임스    | 44,739 / 45,064                                    | $4,650,150                                         |
| May 9, 2013                          | 맨체스터                      | 잉글랜드       | 맨체스터 아레나                | 루크 제임스    | 44,739 / 45,064                                    | $4,650,150                                         |
| May 11, 2013                         | 더블린                        | 아일랜드       | The O2                         | 루크 제임스    | 25,536 / 25,536                                    | $2,752,927                                         |
| May 12, 2013                         | 더블린                        | 아일랜드       | The O2                         | 루크 제임스    | 25,536 / 25,536                                    | $2,752,927                                         |
| May 15, 2013                         | 앤트워프                      | 벨기에         | Sportpaleis                    | 루크 제임스    | 34,785 / 34,793                                    | $2,927,440                                         |
| May 17, 2013                         | 취리히                        | 스위스         | Sportpaleis                    | 루크 제임스    | 13,000 / 13,000                                    | $1,154,980                                         |
| May 18, 2013                         | 밀라노                        | 이탈리아       | 메디올라눔 포럼                | 루크 제임스    | 9,964 / 9,964                                      | $882,241                                           |
| May 20, 2013                         | 몽펠리에                      | 프랑스         | Park&Suites Arena              | 루크 제임스    | 11,993 / 11,993                                    | $1,212,031                                         |
| May 22, 2013                         | 뮌헨                          | 독일           | Olympiahalle                   | 루크 제임스    | 11,857 / 11,857                                    | $981,667                                           |
| May 23, 2013                         | 베를린                        | 독일           | O2 월드 (베를린)               | 루크 제임스    | 27,632 / 27,632                                    | $2,015,780                                         |
| May 24, 2013                         | 베를린                        | 독일           | O2 월드 (베를린)               | 루크 제임스    | 27,632 / 27,632                                    | $2,015,780                                         |
| May 25, 2013                         | 바르샤바                      | 폴란드         | 바르샤바 국립 경기장           | 루크 제임스    | 49,034 / 49,034                                    | $3,651,304                                         |
| May 27, 2013                         | 코펜하겐                      | 덴마크         | Forum Copenhagen               | 루크 제임스    | 9,890 / 9,890                                      | $1,052,082                                         |
| May 28, 2013                         | 오슬로                        | 노르웨이       | 텔레노르 아레나                | 리도리도       | 21,989 / 21,989                                    | $2,204,442                                         |
| May 29, 2013                         | 스톡홀름                      | 스웨덴         | 에릭슨 글로브                  | 루크 제임스    | 13,934 / 13,934                                    | $1,318,690                                         |
| May 31, 2013                         | 앤트워프                      | 벨기에         | Sportpaleis                    | 루크 제임스    | 15일 공연과 31일 공연을 합쳐서 15일 공연에 반영    | 15일 공연과 31일 공연을 합쳐서 15일 공연에 반영    |
| June 1, 2013                         | 런던                          | 잉글랜드       | 트위크넘 스타디움              | 빈칸           | 45,060 / 45,060                                    | $5,132,599                                         |
| 북아메리카                           |                               |                |                                |                |                                                    |                                                    |
| June 28, 2013                        | 로스앤젤레스                  | 미국           | 스테이플스 센터                | 멜러니 피오나  | 14,045 / 14,045                                    | $1,573,932                                         |
| June 29, 2013                        | 라스베이거스                  | 미국           | MGM 그랜드 가든 아레나         | 루크 제임스    | 12,913 / 12,913                                    | $1,856,203                                         |
| July 1, 2013                         | 로스앤젤레스                  | 미국           | 스테이플스 센터                | 루크 제임스    | 13,715 / 13,715                                    | $1,798,782                                         |
| July 2, 2013                         | 산호세 (캘리포니아주)         | 미국           | SAP 센터 앳 산호세             | 루크 제임스    | 12,304 / 12,304                                    | $1,414,075                                         |
| July 5, 2013                         | 오클라호마 시티               | 미국           | 체서피크 에너지 아레나         | 루크 제임스    | 11,746 / 11,746                                    | $1,277,715                                         |
| July 6, 2013                         | 댈러스                        | 미국           | 아메리칸 에어라인스 센터       | 루크 제임스    | 13,758 / 13,758                                    | $1,427,075                                         |
| July 7, 2013                         | 뉴올리언스                    | 미국           | 메르세데스-벤츠 슈퍼돔         | 빈칸           | 38,441 / 38,441                                    | $5,766,150                                         |
| July 9, 2013                         | 선라이즈 (플로리다주)         | 미국           | BB&T 센터                      | 루크 제임스    | 12,269 / 12,269                                    | $1,328,330                                         |
| July 10, 2013                        | 마이애미                      | 미국           | 아메리칸 에어라인스 아레나     | 루크 제임스    | 13,323 / 13,323                                    | $1,444,290                                         |
| July 12, 2013                        | 덜루스 (조지아주)             | 미국           | 인피니트 에너지 아레나         | 루크 제임스    | 10,662 / 10,662                                    | $1,089,710                                         |
| July 13, 2013                        | 내슈빌                        | 미국           | 브리지스톤 아레나              | 루크 제임스    | 14,233 / 14,233                                    | $1,399,640                                         |
| 2013년 7월 15일                      | 휴스턴                        | 미국           | 도요타 센터                    | 루크 제임스    | 11,935 / 11,935                                    | $1,320,925                                         |
| 2013년 7월 17일                      | 시카고                        | 미국           | 유나이티드 센터                | 루크 제임스    | 14,154 / 14,154                                    | $1,688,865                                         |
| 2013년 7월 18일                      | 세인트폴 (미네소타주)         | 미국           | 엑셀 에너지 센터               | 루크 제임스    | 14,187 / 14,187                                    | $1,349,130                                         |
| July 20, 2013                        | 오번 힐스 (미시간주)          | 미국           | 더 팰리스 오브 오번 힐스       | 루크 제임스    | 13,901 / 13,901                                    | $1,414,609                                         |
| July 21, 2013                        | 토론토                        | 캐나다         | 에어 캐나다 센터               | 루크 제임스    | 14,610 / 14,610                                    | $1,690,500                                         |
| July 22, 2013                        | 몬트리올                      | 캐나다         | 벨 센터                        | 루크 제임스    | 14,609 / 14,609                                    | $1,570,565                                         |
| July 23, 2013                        | 보스턴                        | 미국           | TD 가든                        | 루크 제임스    | 12,911 / 12,911                                    | $1,574,130                                         |
| July 25, 2013                        | 필라델피아                    | 미국           | 웰스 파고 센터                 | 루크 제임스    | 14,671 / 14,671                                    | $1,491,320                                         |
| July 26, 2013                        | 애틀랜틱시티                  | 미국           | 보드워크 홀                    | 루크 제임스    | 12,788 / 12,788                                    | $1,646,832                                         |
| July 27, 2013                        | 샬럿                          | 미국           | 타임 워너 케이블 아레나        | 루크 제임스    | 14,355 / 14,355                                    | $1,393,108                                         |
| July 29, 2013                        | 워싱턴 D.C.                   | 미국           | 버라이즌 센터                  | 루크 제임스    | 27,133 / 27,133                                    | $3,110,937                                         |
| July 30, 2013                        | 워싱턴 D.C.                   | 미국           | 버라이즌 센터                  | 루크 제임스    | 27,133 / 27,133                                    | $3,110,937                                         |
| July 31, 2013                        | 이스트러더퍼드                | 미국           | 아이조드 센터                  | 루크 제임스    | 14,264 / 14,264                                    | $1,598,000                                         |
| August 2, 2013                       | 언캐스빌 (코네티컷주)         | 미국           | 모히건 선 아레나               | 루크 제임스    | 7,473 / 7,473                                      | $702,825                                           |
| August 3, 2013                       | 브루클린                      | 미국           | 바클레이스 센터                | 루크 제임스    | 41,907 / 41,907                                    | $5,357,970                                         |
| August 4, 2013                       | 브루클린                      | 미국           | 바클레이스 센터                | 루크 제임스    | 41,907 / 41,907                                    | $5,357,970                                         |
| August 5, 2013                       | 브루클린                      | 미국           | 바클레이스 센터                | 루크 제임스    | 41,907 / 41,907                                    | $5,357,970                                         |
| 유럽                                 |                               |                |                                |                |                                                    |                                                    |
| August 17, 2013                      | 첼름스퍼드                    | 잉글랜드       | Hylands Park                   | 빈칸           | 2013 V Festival에 참가한 것으로 관객 수 반영 안함  | 2013 V Festival에 참가한 것으로 수익 반영 안함     |
| August 18, 2013                      | 웨스턴-언더-리저드            | 잉글랜드       | 웨스턴 파크                    | 빈칸           | 2013 V Festival에 참가한 것으로 관객 수 반영 안함  | 2013 V Festival에 참가한 것으로 수익 반영 안함     |
| 북아메리카                           |                               |                |                                |                |                                                    |                                                    |
| August 31, 2013                      | 필라델피아                    | 미국           | 벤저민 프랭클린 파크웨이       | 빈칸           | 빈칸                                               | 빈칸                                               |
| 남아메리카                           |                               |                |                                |                |                                                    |                                                    |
| September 8, 2013                    | 포르탈레자                    | 브라질         | 카스텔랑                       | 빈칸           | 27,847 / 40,000                                    | $2,563,750                                         |
| September 11, 2013                   | 벨루오리존치                  | 브라질         | 미네이랑                       | 빈칸           | 22,023 / 40,000                                    | $1,986,730                                         |
| September 13, 2013                   | 리우데자네이루                | 브라질         | 락 인 리오 행사 참석           | 빈칸           | 락 인 리오 참석 공연으로 공식적으로 집계 되지 않음 | 락 인 리오 참석 공연으로 공식적으로 집계 되지 않음 |
| September 15, 2013                   | 상파울루                      | 브라질         | 모룸비 경기장                  | 빈칸           | 37,346 / 50,000                                    | $3,415,660                                         |
| September 17, 2013                   | 브라질리아                    | 브라질         | 이스타지우 마네 가힌샤         | 빈칸           | 36,284 / 40,000                                    | $2,444,810                                         |
| September 20, 2013                   | 카라카스                      | 베네수엘라     | 시몬 볼리바르 대학 축구 경기장 | DJ Kika        | 9,406 / 12,000                                     | $4,737,070                                         |
| September 22, 2013                   | 메데인                        | 콜롬비아       | Estadio Atanasio Girardot      | 빈칸           | 4,300 / 4,300                                      | $822,500                                           |
| 북아메리카                           |                               |                |                                |                |                                                    |                                                    |
| September 24, 2013                   | 몬테레이                      | 멕시코         | 몬테레이 아레나                | 빈칸           | 11,810 / 11,810                                    | $986,466                                           |
| September 26, 2013                   | 멕시코 시티                   | 멕시코         | 팔라시오 데 로스 드포트        | 빈칸           | 19,027 / 19,107                                    | $1,858,905                                         |
| September 28, 2013                   | 산후안 (푸에르토리코)         | 푸에트리코     | José Miguel Agrelot Coliseum   | Calma Carmona  | 14,358 / 14,358                                    | $1,801,378                                         |
| 오세아니아(뉴질랜드, 오스트레일리아) |                               |                |                                |                |                                                    |                                                    |
| October 16, 2013                     | 오클랜드 (뉴질랜드)           | 뉴질랜드       | 벡터 아레나                    | 스탠 워커      | 44,760 / 47,200                                    | $6,748,371                                         |
| October 17, 2013                     | 오클랜드 (뉴질랜드)           | 뉴질랜드       | 벡터 아레나                    | 스탠 워커      | 44,760 / 47,200                                    | $6,748,371                                         |
| October 18, 2013                     | 오클랜드 (뉴질랜드)           | 뉴질랜드       | 벡터 아레나                    | 스탠 워커      | 44,760 / 47,200                                    | $6,748,371                                         |
| October 19, 2013                     | 오클랜드 (뉴질랜드)           | 뉴질랜드       | 벡터 아레나                    | 스탠 워커      | 44,760 / 47,200                                    | $6,748,371                                         |
| October 22, 2013                     | 멜버른                        | 오스트레일리아 | 로드 레이버 아레나             | 이기 아잘리아  | 47,320 / 47,320                                    | $7,890,660                                         |
| October 23, 2013                     | 멜버른                        | 오스트레일리아 | 로드 레이버 아레나             | 이기 아잘리아  | 47,320 / 47,320                                    | $7,890,660                                         |
| October 25, 2013                     | 멜버른                        | 오스트레일리아 | 로드 레이버 아레나             | 이기 아잘리아  | 47,320 / 47,320                                    | $7,890,660                                         |
| October 26, 2013                     | 멜버른                        | 오스트레일리아 | 로드 레이버 아레나             | 이기 아잘리아  | 47,320 / 47,320                                    | $7,890,660                                         |
| October 28, 2013                     | 브리즈번                      | 오스트레일리아 | 브리즈번 엔터테인먼트 센터     | 이기 아잘리아  | 22,214 / 22,536                                    | $3,815,980                                         |
| October 29, 2013                     | 브리즈번                      | 오스트레일리아 | 브리즈번 엔터테인먼트 센터     | 이기 아잘리아  | 22,214 / 22,536                                    | $3,815,980                                         |
| October 31, 2013                     | 시드니                        | 오스트레일리아 | 시드니 슈퍼돔                  | 스탠 워커      | 56,822 / 56,822                                    | $9,422,280                                         |
| November 1, 2013                     | 시드니                        | 오스트레일리아 | 시드니 슈퍼돔                  | 스탠 워커      | 56,822 / 56,822                                    | $9,422,280                                         |
| November 2, 2013                     | 시드니                        | 오스트레일리아 | 시드니 슈퍼돔                  | 스탠 워커      | 56,822 / 56,822                                    | $9,422,280                                         |
| November 3, 2013                     | 시드니                        | 오스트레일리아 | 시드니 슈퍼돔                  | 이기 아잘리아  | 56,822 / 56,822                                    | $9,422,280                                         |
| November 5, 2013                     | 애들레이드                    | 오스트레일리아 | 애들레이드 엔터테인먼트 센터   | 이기 아잘리아  | 15,330 / 15,330                                    | $2,697,390                                         |
| November 6, 2013                     | 애들레이드                    | 오스트레일리아 | 애들레이드 엔터테인먼트 센터   | 이기 아잘리아  | 15,330 / 15,330                                    | $2,697,390                                         |
| November 8, 2013                     | 퍼스 (웨스턴오스트레일리아주) | 오스트레일리아 | 퍼스 아레나                    | 스탠 워커      | 29,356 / 29,356                                    | $4,994,010                                         |
| November 9, 2013                     | 퍼스 (웨스턴오스트레일리아주) | 오스트레일리아 | 퍼스 아레나                    | 스탠 워커      | 29,356 / 29,356                                    | $4,994,010                                         |
| 북아메리카                           |                               |                |                                |                |                                                    |                                                    |
| November 30, 2013                    | 밴쿠버                        | 캐나다         | 로저스 아레나                  | 루크 제임스    | 13,590 / 13,590                                    | $1,721,804                                         |
| December 2, 2013                     | 산호세 (캘리포니아주)         | 미국           | SAP 센터 앳 산호세             | 루크 제임스    | 11,972 / 12,618                                    | $1,490,045                                         |
| December 3, 2013                     | 로스앤젤레스                  | 미국           | 스테이플스 센터                | 루크 제임스    | 13,982 / 13,982                                    | $1,954,343                                         |
| December 6, 2013                     | 라스베이거스                  | 미국           | MGM 그랜드 가든 아레나         | 루크 제임스    | 12,811 / 12,811                                    | $1,872,823                                         |
| December 7, 2013                     | 피닉스 (애리조나주)           | 미국           | 토킹 스틱 리조트 아레나        | 루크 제임스    | 10,752 / 10,752                                    | $1,299,545                                         |
| December 9, 2013                     | 댈러스                        | 미국           | 아메리칸 에어라인스 센터       | 루크 제임스    | 12,011 / 12,011                                    | $1,336,055                                         |
| December 10, 2013                    | 휴스턴                        | 미국           | 도요타 센터                    | 루크 제임스    | 11,936 / 11,936                                    | $1,414,525                                         |
| December 12, 2013                    | 루이빌                        | 미국           | KFC Yum! Center                | 루크 제임스    | 14,979 / 14,979                                    | $1,746,575                                         |
| December 13, 2013                    | 시카고                        | 미국           | 유나이티드 센터                | 루크 제임스    | 14,005 / 14,005                                    | $1,859,745                                         |
| December 14, 2013                    | 세인트루이스                  | 미국           | 스콧트레이드 센터              | 루크 제임스    | 14,079 / 14,079                                    | $1,588,140                                         |
| December 16, 2013                    | 토론토                        | 캐나다         | 에어 캐나다 센터               | 루크 제임스    | 14,785 / 14,785                                    | $1,906,954                                         |
| December 18, 2013                    | 워싱턴 D.C.                   | 미국           | 버라이즌 센터                  | 루크 제임스    | 14,074 / 14,074                                    | $1,605,612                                         |
| December 19, 2013                    | 브루클린                      | 미국           | 바클레이스 센터                | 루크 제임스    | 27,760 / 27,760                                    | $3,695,080                                         |
| December 20, 2013                    | 보스턴                        | 미국           | TD 가든                        | 루크 제임스    | 13,003 / 13,003                                    | $1,686,370                                         |
| December 22, 2013                    | 브루클린                      | 미국           | 바클레이스 센터                | 루크 제임스    | 19일 공연과 22일 공연을 합산해 19일 공연에 반영    | 19일 공연과 22일 공연을 합산해 19일 공연에 반영    |
| 유럽                                 |                               |                |                                |                |                                                    |                                                    |
| February 20, 2014                    | 글래스고                      | 스코틀랜드     | SSE 하이드로                   | Monsieur Adi   | 23,850 / 23,850                                    | $2,898,560                                         |
| February 21, 2014                    | 글래스고                      | 스코틀랜드     | SSE 하이드로                   | Monsieur Adi   | 23,850 / 23,850                                    | $2,898,560                                         |
| February 23, 2014                    | 버밍엄                        | 잉글랜드       | LG Arena                       | Monsieur Adi   | 29,006 / 29,006                                    | $3,400,510                                         |
| February 24, 2014                    | 버밍엄                        | 잉글랜드       | LG Arena                       | Sam Bailey     | 29,006 / 29,006                                    | $3,400,510                                         |
| February 25, 2014                    | 맨체스터                      | 잉글랜드       | 맨체스터 아레나                | Monsieur Adi   | 30,119 / 30,119                                    | $3,553,940                                         |
| February 26, 2014                    | 맨체스터                      | 잉글랜드       | 맨체스터 아레나                | Monsieur Adi   | 30,119 / 30,119                                    | $3,553,940                                         |
| February 28, 2014                    | 런던                          | 잉글랜드       | O2 아레나                      | Monsieur Adi   | 99,183 / 99,183                                    | $11,385,400                                        |
| March 1, 2014                        | 런던                          | 잉글랜드       | O2 아레나                      | Monsieur Adi   | 99,183 / 99,183                                    | $11,385,400                                        |
| March 2, 2014                        | 런던                          | 잉글랜드       | O2 아레나                      | Monsieur Adi   | 99,183 / 99,183                                    | $11,385,400                                        |
| March 4, 2014                        | 런던                          | 잉글랜드       | O2 아레나                      | Monsieur Adi   | 99,183 / 99,183                                    | $11,385,400                                        |
| March 5, 2014                        | 런던                          | 잉글랜드       | O2 아레나                      | Monsieur Adi   | 99,183 / 99,183                                    | $11,385,400                                        |
| March 6, 2014                        | 런던                          | 잉글랜드       | O2 아레나                      | Monsieur Adi   | 99,183 / 99,183                                    | $11,385,400                                        |
| March 8, 2014                        | 더블린                        | 아일랜드       | The O2                         | Monsieur Adi   | 51,100 / 51,100                                    | $5,554,170                                         |
| March 9, 2014                        | 더블린                        | 아일랜드       | The O2                         | Monsieur Adi   | 51,100 / 51,100                                    | $5,554,170                                         |
| March 11, 2014                       | 더블린                        | 아일랜드       | The O2                         | Monsieur Adi   | 51,100 / 51,100                                    | $5,554,170                                         |
| March 12, 2014                       | 더블린                        | 아일랜드       | The O2                         | Monsieur Adi   | 51,100 / 51,100                                    | $5,554,170                                         |
| March 15, 2014                       | 퀼른                          | 독일           | 랑세스 아레나                  | Monsieur Adi   | 29,781 / 29,781                                    | $2,875,770                                         |
| March 16, 2014                       | 퀼른                          | 독일           | 랑세스 아레나                  | Monsieur Adi   | 29,781 / 29,781                                    | $2,875,770                                         |
| March 18, 2014                       | 암스테르담                    | 네덜란드       | Ziggo Dome                     | Monsieur Adi   | 31,353 / 31,353                                    | $2,912,550                                         |
| March 19, 2014                       | 암스테르담                    | 네덜란드       | Ziggo Dome                     | Monsieur Adi   | 31,353 / 31,353                                    | $2,912,550                                         |
| March 20, 2014                       | 앤트워프                      | 벨기에         | Sportpaleis                    | Monsieur Adi   | 36,972 / 36,972                                    | $3,489,100                                         |
| March 21, 2014                       | 앤트워프                      | 벨기에         | Sportpaleis                    | Monsieur Adi   | 36,972 / 36,972                                    | $3,489,100                                         |
| March 24, 2014                       | 바르셀로나                    | 스페인         | Palau Sant Jordi               | Monsieur Adi   | 17,315 / 17,315                                    | $1,993,000                                         |
| March 26, 2014                       | 리스본                        | 포르투갈       | MEO Arena                      | Monsieur Adi   | 36,051 / 36,051                                    | $3,064,96                                          |
| March 27, 2014                       | 리스본                        | 포르투갈       | MEO Arena                      | Monsieur Adi   | 36,051 / 36,051                                    | $3,064,96                                          |
| 총 합계                              | 총 합계                       | 총 합계        | 총 합계                        | 총 합계        | 1,928,590 / 1,981,170                              | $219,229,111                                       |